# Phyllodytes edelmoi
Phyllodytes edelmoi là một loài ếch thuộc họ Nhái bén.
Đây là loài đặc hữu của Brasil.
Môi trường sống tự nhiên của chúng là rừng ẩm vùng đất thấp nhiệt đới hoặc cận nhiệt đới and vùng nhiều đá.
Chúng hiện đang bị đe dọa vì mất môi trường sống.